# Venzka
Venzka ist ein Ortsteil der Stadt Hirschberg im Saale-Orla-Kreis in Thüringen.

## Geografie

### Lage
Auf einem spornartigen Hochplateau östlich der Stadt Hirschberg, der Saale und der Grenze zu Bayern liegt das Dorf Venzka mit seiner Gemarkung. Die Hänge sind recht steil. Der Zugang ist über eine gut ausgebaute Straße unproblematisch. Nachbarorte sind Dobareuth, Juchhöh und Mödlareuth.
Venzka ist nicht in den ÖPNV der KomBus eingebunden.

### Geologie
Die Flur liegt im Südostthüringer Schiefergebirge. Die Böden sind durch den hohen Feinerdeanteil und den hohen Humusgehalt ertragreich und -sicher. Der Ackerbau wird auf den Plateaus, welligen Ebenen und Flachhängen betrieben. Quellmulden sowie schmale Tallagen der Bäche sind Grünlandstandorte. Auf sonstigen Flächen überwiegt die forstliche Nutzung.

## Geschichte
Der Ort Venzka wurde am 24. Juli 1348 erstmals urkundlich erwähnt. Venzka ist eine sorbische Gründung und war später Teil des Herrschaftsgebietes der Reußen und liegt damit im thüringischen Vogtland. Venzka verfügte nie über eine Kirche und war nach Gefell gepfarrt. Nach 1960 gab es im Ort die LPGen „Morgenrot “und „Deutsch-Sowjetische-Freundschaft“, die später in der „Kooperativen Abteilung Pflanzenproduktion“ aufgingen. In der DDR wurden, durch die Grenzlage bedingt, viele Häuser abgebrochen und nach der Wende wieder errichtet.
Am 1. Januar 1974 wurden Venzka und der Nachbarweiler Juchhöh in die Stadt Hirschberg eingemeindet.

## Wirtschaft
Die Wirtschaft ist rein landwirtschaftlich orientiert.